# Help (film 2021)
Help è un film per la televisione del 2021 diretto da Marc Munden.

## Trama
Liverpool, 2019. Sarah inizia a lavorare in una casa di riposo in cui si occupa di Tony, un uomo di mezz'età affetto da una forma presenile di Alzheimer. Con lo scoppio della pandemia di COVID-19 e le restrizioni imposte dal governo per arginarla, le loro vite cambiano radicalmente.

## Produzione
Nel novembre 2020 è stato annunciato che Jodie Comer e Stephen Graham avrebbero recitato in un film sulla pandemia di COVID-19 in Inghilterra. Le riprese si svolte principalmente a Liverpool.

## Distribuzione
Il film ha debuttato nel Regno Unito il 16 settembre 2021 in prima serata su Channel 4.

## Riconoscimenti
- 2022 - International Emmy Award
  - Miglior miniserie o film TV
- 2022 - British Academy Television Awards
  - Miglior attrice per Jodie Comer
  - Migliore attrice non protagonista per Cathy Tyson
  - Candidatura per il miglior film TV
  - Candidatura per il miglior attore a Stephen Graham